# Mănăstirea din Parma (film din 1948)
Mănăstirea din Parma (titlul original: în franceză La Chartreuse de Parme, în italiană La Certosa di Parma) este un film dramatic franco-italian, realizat în 1948 de regizorul Christian-Jaque, 
după romanul omonim a scriitorului Stendhal, protagoniști fiind actorii Gérard Philipe, Renée Faure, Maria Casarès.

## Rezumat
Ducatul de Parma, 1820. După ce s-a înrolat mai întâi în armata napoleoniană și a participat la bătălia de la Waterloo, marchizul Fabrizio del Dongo a petrecut cinci ani la Napoli, în seminar.

## Distribuție
- Gérard Philipe – Fabrice del Dongo
- Renée Faure – Clélia Conti
- Maria Casarès – ducesa Sanseverina
- Louis Salou – prințul Ernest IV
- Louis Seigner – Grillo
- Tullio Carminati – contele Mosca
- Lucien Coëdel – Rassi
- Enrico Glori – Gilletti
- Aldo Silvani – generalul Conti
- Attilio Dottesio – Ferrante Palla
- Claudio Gora – marchizul Crescenzi
- Maria Michi – Marietta
- Laura Redi – Fausta
- Nerio Bernardi – soțul lui Fausta
- Tina Lattanzi – Marie Louise von Bourbon-Parma
- Dina Romano – Manamaccia
- Rudolf H. Neuhaus – un ambasador
- Claudio Ermelli – spionul contelui Mosca

## Premii
La Festivalul de la Locarno 1948 filmul a primit patru premii:
- două premii întâi pentru actrițele Renée Faure și Maria Casarès;
- un premiu întâi pentru cameramanul Nicolas Hayer;
- un premiu doi pentru jocul actoricesc, premiul doi.